# The Big Pull
The Big Pull è una miniserie televisiva in sei episodi britannica di genere fantascientifico trasmessa nel 1962, diretta e prodotta da Terence Dudley. La miniserie è considerata perduta. La serie, altamente innovativa, tratta il tema dell'invasione aliena senza mostrare mai extraterrestri o mostri, similmente alla miniserie coeva A for Andromeda.

## Trama
Durante i primi anni dell'esplorazione spaziale la Terra viene attaccata da una forza aliena invisibile, che colpisce gli esseri umani a coppie di due: uno scompare, l'altro muore. L'umano scomparso riappare sotto controllo mentale alieno.
La paura diviene palpabile quando si comprende che il numero di vittime è destinato a crescere esponenzialmente. Il tempo tra un attacco e l'altro dimezza e il numero di vittime raddoppia. L'eroe di turno, Sir Robert Nailer, comprende ciò assistendo alla pubblicità di una macchina da scrivere, il cui slogan declama: "Twice the output in half the time" ("Il doppio di battute in metà tempo").
Contrariamente alle altre opere appartenenti al genere, la miniserie termina senza un lieto fine, mentre il panico si diffonde, si comprende che ogni tentativo fatto per sconfiggere gli alieni fallisce, gli scienziati sono morti, l'intera popolazione è destinata a soccombere in poche ore e non c'è nulla che si possa fare per evitarlo.

## Produzione
The Big Pull rappresenta il tentativo da parte della BBC di produrre un'opera di fantascienza adulta sull'onda del successo della saga di Quatermass e di A for Andromeda.

## Trasmissione
La serie è stata prodotta e trasmessa dalla BBC a partire dal 9 giugno e fino al 14 luglio del 1962. La miniserie, andata perduta, poiché non più presente negli archivi dell'emittente televisiva britannica, non è mai stata doppiata né trasmessa in italiano.